# Миддендорф, Александр Фёдорович
Алекса́ндр Фёдорович Ми́ддендорф (нем. Alexander Theodor von Middendorff; 6 [18] августа 1815, Санкт-Петербург — 16 [28] января 1894, Хелленурме, Валгамаа) — российский путешественник, географ, зоолог, ботаник и натуралист, академик и непременный секретарь Петербургской академии наук, тайный советник. Основоположник мерзлотоведения.

## Биография
Родился 6 (18) августа 1815 года в Санкт-Петербурге в семье балтийского немца, педагога и инспектора Санкт-Петербургской губернской гимназии Фёдора Ивановича Миддендорфа.
Образование получил на медицинском факультете Дерптского университета (1832—1835); в 1837 году получил степень доктора медицины. Ещё в течение двух лет занимался в университетах Берлина, Вены, Гейдельберга, специализируясь в области зоологии, этнографии, антропологии.
В 1839 году был назначен адъюнктом при кафедре зоологии в университете Святого Владимира.
В 1840 году Миддендорф участвовал в Лапландской экспедиции К. М. Бэра, собирал материалы по орнитологии, малакологии и геологии Лапландии.
В 1842 году Петербургская Академия наук по рекомендации К. М. Бэра поручила Миддендорфу организовать экспедицию в Северную и Восточную Сибирь. В период подготовки экспедиции Миддендорф составил карту Таймыра, используя работы С. И. Челюскина и X. П. Лаптева.
В период своей экспедиции в Северную Сибирь и на Дальний Восток в 1842−1845 открыл плато Путорана, стал первым исследователем полуострова Таймыр, Северо-Сибирской низменности, Амурско-Зейской равнины, Станового хребта, нижней части бассейна Амура, южного побережья Охотского моря, Удско-Тугурского Приохотья, Шантарских островов. Отчёт Миддендорфа об экспедиции был для своего времени наиболее полным естественно-историческим описанием Сибири.
В числе научных достижений Александра Миддендорфа — первое этнографическое описание ряда сибирских народов и первая научная характеристика климата Сибири, определение южной границы распространения многолетней («вечной») мерзлоты, определение зональности растительности, формулировка так называемого «закона Миддендорфа», объясняющего причины извилистости северной границы лесов.
В отчёте Миддендорфа приводится много экологических наблюдений над млекопитающими, даны монографические описания бурого медведя и лемминга.
В 1852 году Александр Фёдорович Миддендорф был избран ординарным академиком Петербургской академии наук, а в 1855 году — непременным секретарём академии.
В 1867 году сопровождал в путешествии по России великого князя Алексея Александровича, в 1869 году — великого князя Владимира Александровича.
В 1870 году, сопровождая Алексея Александровича в путешествии по Белому морю и на Новую Землю, произвёл важные наблюдения относительно Гольфстрима к востоку от Нордкапа, открыл Нордкапское течение в Баренцевом море.
В 1870 году исследовал Барабинскую степь, в 1878 году — Ферганскую долину.
Принимал деятельное участие в «Трудах Императорского вольного экономического общества» и состоял президентом Вольного экономического общества с 1859 по 1860 год, когда по болезни был вынужден отказаться от этого звания.

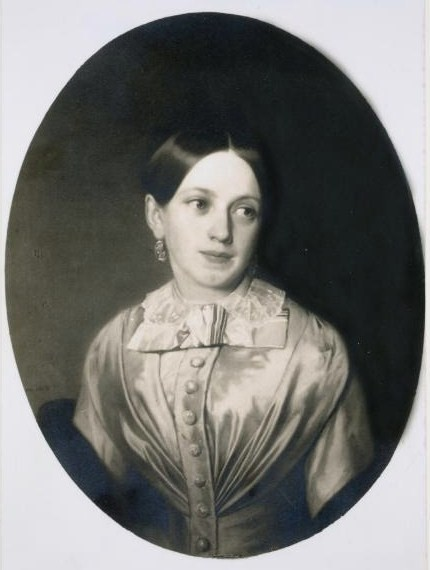
Портрет жены Ядвиги Миддендорф (1825—1868)

Занимался сельским хозяйством, принимал большое участие в устройстве сельскохозяйственных выставок; преимущественно же, он интересовался заменой в Прибалтийском крае местного мало молочного скота более выгодной породой. Из многих изученных им практически пород европейского скота Миддендорф остановился на породе голштинской и на скрещивании её с местным скотом.
Министерство государственных имуществ поставило Миддендорфа во главе особой экспедиции (1883), задачей которой было исследовать современное состояние скотоводства в России. Миддендорф на второй год экспедиции тяжко заболел и не мог более продолжать своей полезной деятельности.
Из практической деятельности Миддендорфа в сельском хозяйстве можно указать ещё на то, что он, кроме благоустройства двух своих обширных имений близ Юрьева (совр. Тарту) и Пернова (совр. Пярну), много лет состоял во главе обширного хозяйства в известной Карловке Полтавской губернии, принадлежавшего великой княгине Елене Павловне.
Не менее известен Миддендорф как ипполог, почему ещё в 1850-х годах ему было поручено ближе познакомить с коневодством как кавалеристов, так и артиллеристов. Он принимал участие в устройстве русских государственных конных заводов. В «Журнале коннозаводства» Миддендорфу принадлежат статьи по коневодству: «По вопросу об определении чистопородности орловской лошади» (1865), «О подборе производителей» (1866) и многие другие. В 1869 году он пытался привлечь внимание российского правительства к возможным выгодам от одомашнивания и разведения лосей.
Расстроенное во время сибирской экспедиции здоровье заставило Миддендорфа последние десять лет жизни провести в Эстонии в своём имении Гелленорм (ныне уезд Валгамаа).

## Семья
- Сын — Эрнст (1851—1916), орнитолог, жил в Хелленурме.

## Членство в организациях
- 1845 — действительный член Императорского Русского географического общества, почетный член (1883)
- 1848 — член Императорского Московского общества испытателей природы, почётный член (1887)
- 1859 — почётный член Санкт-Петербургского минералогического общества

## Награды и звания
Научная и служебная деятельность Миддендорфа была высоко оценена. 26 августа 1856 года он получил чин действительного статского советника, а 3 декабря 1873 года — чин тайного советника. Ему был пожалован ряд орденов Российской империи:
- Орден Святого Владимира 4-й степени (1845 год)
- Орден Святой Анны 2-й степени (1854 год)
- Орден Святого Владимира 3-й степени (1859 год)
- Орден Святого Станислава 1-й степени (1862 год)
- Орден Святой Анны 1-й степени (1872 год)
- Орден Святого Владимира 2-й степени (1887 год)
- В 1861 и 1872 годах ему объявлялось Высочайшее благоволение; в 1868 году Александр II пожаловал ему бриллиантовый перстень со своим вензелем.
- Константиновская медаль ИРГО (1861 год)
- 1888 — высшая награда зоологов в России — золотая медаль К. М. Бэра.

## Память
Названы в честь Миддендорфа:
- Мыс Миддендорфа на Новой Земле
- Залив Миддендорфа на Таймыре (Карское море, Берег Харитона Лаптева, обследован в 1900—1903 гг. Русской полярной экспедицией)[12];
- Ледник Миддендорфа. Регион: Восточный Саян
- глетчер Миддендорфа (Баренцево море, Земля Франца-Иосифа, название присвоено в 1874 году австро-венгерской полярной экспедицией)[12];
- ледник Миддендорфа (Баренцево море, Земля Франца-Иосифа, название присвоено после 1932 года)[12];
- В Музее землеведения МГУ (на 24 этаже Главного здания) установлен бюст А. Ф. Миддендорфа[13].
- Locustella ochotensis — Сверчки Миддендорфа
- Рак-отшельник Миддендорфа[14]
- Ursus arctos middendorffi

В память о научных заслугах А. Ф. Миддендорфа назван 31 ботанический таксон, в том числе
- Aconogonon middendorfii  (Kongar) Holub — Горец Миддендорфа
- Betula middendorffii Trautv. & C.A.Mey. — Берёза Миддендорфа
- Carex middendorfii F.Schmidt — Осока Миддендорфа
- Delphinium middendorffii Trautv. — Живокость Миддендорфа
- Hemerocallis middendorffii Trautv. & C.A.Mey. — Лилейник Миддендорфа, или Красоднев Миддендорфа
- Oxytropis middendorffii Trautv. — Остролодочник Миддендорфа
- Sedum middendorfianum Maxim. — Очиток Миддендорфа
- Weigela middendorffiana (Carrière) K.Koch — Вейгела Миддендорфа

В 2021 г. — Хабаровским отделением РГО учреждена памятная медаль им. А. Ф. Миддендорфа «За изучение Приамурья».